# Balaton (Heves)
Balaton es un pueblo húngaro perteneciente al distrito de Bélapátfalva, condado de Heves.

## Superficie
Cuenta con una superficie de 13,20 km².

## Demografía
Hasta 2024 la población era de 922 habitantes, con una densidad de población de 69,84 hab/km².
| Gráfica de evolución demográfica de Balaton entre 2020 y 2024 |
|                                                               |
| Datos según la Oficina Central de Estadística de Hungría.     |